# Der Gasmann
Der Gasmann ist ein deutscher Spielfilm von Carl Froelich aus dem Jahr 1941. Die Komödie mit Heinz Rühmann in der Hauptrolle basiert auf dem gleichnamigen, 1940 im Berliner Paul Neff Verlag erschienenen Roman von Heinrich Spoerl, der auch das Drehbuch schrieb. Die Uraufführung fand am 1. August 1941 im Gloria-Palast in Berlin statt.

## Handlung
Ein nervöser Herr im Schlafanzug bittet im Schnellzug Halle–Berlin den Gaskassierer Hermann Knittel, ihm seinen Anzug zu verkaufen. Nach längerem Zögern geht er schließlich auf das Ansinnen des Herrn, der immer höhere Geldbeträge anbietet, ein. Er nimmt dessen Scheck und erreicht im fremden Schlafanzug und mit einem Taxi fast unbemerkt seine Wohnung.
Als er den Vorfall bei den Behörden anzeigen will, wird ihm selbst vorgeworfen, gegen Gesetze verstoßen zu haben und er wird aufgefordert, den Scheck zur Prüfung bei der Bank vorzulegen. Zu seinem Erstaunen werden ihm dort wirklich 10.000 Reichsmark ausgezahlt. Knittel behält die unglaubliche Geschichte zunächst für sich und vergnügt sich, obschon verheiratet und Vater zweier Kinder, mit seiner Freundin Lilott. Dieser verhilft er zu einem Parfümeriegeschäft, muss aber dann feststellen, dass er nur zweite Wahl für sie ist. So präsentiert er schließlich doch seiner Frau den unverhofften Geldsegen.
Diese zögert nicht, das Geld für größere Anschaffungen einzusetzen, darunter ein Klavier, ein Kühlschrank und ein Rundfunkempfangsgerät sowie ein Telefon. Das ungewohnte Luxusleben der Knittels erweckt den Argwohn der Nachbarn, und das Gaswerk glaubt an Unterschlagung. Die Polizei führt eine Hausdurchsuchung durch und konfisziert das noch nicht ausgegebene Geld. Da Knittels Erklärungen bei der Polizei unglaubwürdig sind, kommt es zu einer Gerichtsverhandlung gegen ihn.
In der größten Verzweiflung versucht Knittel, bei der Bank zu erfahren, wer der unbekannte Geldgeber war. Der Direktor kann ihm den Namen nicht nennen, vermittelt aber einen Telefonanruf des unbekannten Herrn. Dieser schickt einen Rechtsanwalt mit einer schönen Zeugin. Selbige hatte nachts in ihrem Schlafwagenabteil Besuch von dem Herrn erhalten. Da aber in der Zwischenzeit sein Waggon abgekuppelt worden war, stand er im Schlafanzug da und wurde erst dank Knittels Anzug aus seiner kompromittierenden Situation befreit. Endlich ist nun auch Knittel rehabilitiert.

## Nationalsozialistischer Hintergrund
Der Gasmann ist der einzige Film, in dem Rühmann den Hitlergruß verwendet. Ansonsten vermied die nationalsozialistische Filmpolitik zumeist, dass Symbole des Nationalsozialismus – Uniformen, Grußformeln, Hakenkreuze – in Unterhaltungsfilmen vorkamen. Früh im Film hat Gaskassierer Knittel einen Konflikt mit einer zahlungsunwilligen Dame, die ihm mit ihren angeblich guten Kontakten zur NSDAP droht. Er verabschiedet sich ironisch mit „Na dann – Heil Hitler!“ An dieser Stelle jedoch scheint es, und zwar recht bald, wieder entfernt bzw. übersprochen worden zu sein, und er sagt nur: „Die hat's nötig.“ Später (auf dem Finanzamt und am Ende der Hausdurchsuchung) ist es hingegen deutlich zu hören.
Des Weiteren äußert Knittel, es widerspräche seinem „gesunden Volksempfinden“, das Geld zinsbringend auf der Bank anzulegen.

## Kritiken
- Das Lexikon des internationalen Films befand: „Humorvolles zum Thema ‚doppelte Moral‘ in einem allzu biederen Lustspiel.“[2]
- Karsten Witte schrieb, die Komödie sei geprägt von dem gespaltenen Bewusstsein, einerseits Modernität einzuspielen und andererseits Anti-Modernismus als Effekt einzusetzen: „Allgegenwärtig ist die Bedrohung durch die staatliche Überwachung, die hier in Form von Amtsschergen in den berüchtigten Ledermänteln auftritt. Nicht die Drohung der zahlungsunfähigen Mieterin gegen den Gasmann („Sie, ich habe einen Vetter in der Partei!“) war wirksam, denn sie wurde von einer komischen Figur abgeleitet. Der lastende, lähmende Verdacht auf dem Kleinbürgerglück war die politische Strategie in dieser Komödie.“[3]